# نورمان كوركوران
نورمان كوركوران هو لاعب هوكي الجليد كندي، ولد في 15 أغسطس 1931 في تورونتو في كندا، وتوفي في 13 مارس 2009.

## وصلات خارجية
- نورمان كوركوران على موقع دوري الهوكي الوطني (الإنجليزية)
- نورمان كوركوران على موقع قاعة مشاهير الهوكي (لاعب أن.إتش.أل) (الإنجليزية)
- نورمان كوركوران على موقع EliteProspects.com (الإنجليزية)
- نورمان كوركوران على موقع HockeyDB.com (الإنجليزية)
- نورمان كوركوران على موقع Hockey-Reference.com (الإنجليزية)